# Булава-клевец

Навершие булавы-клевца

Булава́-клеве́ц — разновидность булавы, навершие которой с одной стороны снабжено клювовидным выступом или крюком. Находки наверший булав-клевцов происходят с территории Древней Руси, Волжской Болгарии, Золотой Орды, и датируются XII—XIV веками.

## Археология
В 1957—1959 при раскопках на территории Изяславля (Городище Хмельницкой области) было найдено 2 железных навершия, имеющих форму кубооктаэдра и с одной стороны снабжённых клювовидным выступом. Они датируются XII — первой половиной XIII века. Их высота — 2,1—2,8 см, ширина — 3,3—6,8 см, диаметр отверстия для рукояти — 1,3 см, причём одно из них имеет отверстие квадратного сечения. Эти навершия были выделены А. Н. Кирпичниковым в тип булав IIА.
Бронзовое навершие в виде кубооктаэдра происходит из Болгарского городища. С одной стороны оно снабжено слегка изогнутым выступом. Высота навершия — 3,3 см, диаметр отверстия для рукояти — 1,6 см, вес — 210 г. Оно датируется XIII веком.
В 1996 году при раскопках в Новгороде было найдено навершие, по форме аналогичное булавам из Изяславля. Оно отлито из сплава олова со свинцом, с небольшой примесью меди и железа. Навершие датируется последней четвертью XII — началом XIII века. Его вес — 76 г, ширина — 2,5 см, высота — 2,2 см, клюв выступает на 1,5 см, диаметр отверстия для рукояти — 1,2 см.
В 2006 году при раскопках на селище Копнино-1 в Богородском районе было найдено повреждённое полое бронзовое кубообразное навершие. На трёх боковых гранях оно имеет по пирамидальному шипу длиной 10 мм, а на четвёртой грани — клювовидный выступ длиной 27 мм. Размеры навершия — 35×35×30 мм, диаметр отверстия для рукояти — 15 мм, вес — 120 г. Оно датируется XIV веком.
В золотоордынском погребении у села Вишнёвое Саратовской области было найдено бронзовое навершие, схожее с навершием из Копнино. Оно отличается втульчатой конструкцией и меньшим размером; датируется серединой 60-х годов XIV века. Схожее навершие также было найдено на Царевском городище.
Из Ирана происходит изделие, предположительно, являющееся навершием булавы. Оно имеет удлинённую, близкую к грушевидной форму, с одной стороны снабжено клювовидным выступом и датируется XIII—XIV веком.

## Назначение
По мнению большинства исследователей, булавы-клевцы были функционально близки чеканам или клевцам: выступ на навершии служил для нанесения удара и мог использоваться против защищённого доспехом противника. Возникновение данного типа оружия относится к концу XII — началу XIII веков и связано с общей тенденцией к утяжелению защитного вооружения.
Выступ на навершии булавы-клевца также мог использоваться для её подвешивания.
Однако, по мнению А. Е. Негина, по крайней мере некоторые из данных находок могли быть навершиями рукоятей плетей. На это указывает тот факт, что некоторые рукояти плетей данного периода снабжались схожим клювовидным выступом. Кроме этого, большинство наверший булав-клевцов имеют отверстие для рукояти слишком малого диаметра — около 1 см; тогда как диаметр рукояти булавы должен быть не менее 1,5 см, чтобы она не сломалась при ударе.